# Elvis: A Legendary Performer Volume 2
Elvis: A Legendary Performer Volume 2 es quincuagésimo sexto álbum y álbum recopilatorio del músico y cantante estadounidense Elvis Presley, publicado por la compañía discográfica RCA Victor en enero de 1976. Al igual que el primer volumen de la serie, publicado en 1974, la colección fue una mezcla de grabaciones previamente publicadas y temas inéditos hasta entonces. En este volumen, RCA Records publicó por primera vez «Harbor Ligts», una balada que Presley grabó durante su primera sesión con Sun Records en julio de 1954. Esto marcó la primera vez desde el álbum Elvis for Everyone!, en el que se incluyó la grabación «Tomorrow Night» de Sun Records, que RCA publicó material de los archivos de Sun. Otras canciones previamente inéditas incluyeron una toma alternativa de «I Want You, I Need You, I Love You», varias actuaciones no publicadas en Elvis (NBC-TV Special), la canción «A Cane and a High Starched Collar» de la banda sonora de la película Flaming Star, y una toma alternativa de su grabación de 1960 «Such a Night». El álbum fue certificado como doble disco de platino por la RIAA en julio de 1999.
La serie A Legendary Performer continuó con Elvis: A Legendary Performer Volume 3, publicado en 1979, dos años después de la muerte de Presley. 

## Lista de canciones
| Cara A |                                      |                                              |          |  |
| N.º    | Título                               | Escritor(es)                                 | Duración |  |
| 1.     | «Harbor Lights»                      | Jimmy Kennedy, Hugh Williams                 | 2:35     |  |
| 2.     | «Interview with Elvis: Jay Thompson» |                                              | 3:34     |  |
| 3.     | «I Want You, I Need You, I Love You» | Lou Kosloff, George Mysels                   | 2:40     |  |
| 4.     | «Blue Suede Shoes»                   | Carl Perkins                                 | 1:37     |  |
| 5.     | «Blue Christmas»                     | Billy Hayes, Jay Johnson                     | 2:30     |  |
| 6.     | «Jailhouse Rock»                     | Jerry Leiber, Mike Stoller                   | 3:12     |  |
| 7.     | «It's Now or Never»                  | Eduardo DeCapua, Wally Gold, Aaron Schroeder | 1:40     |  |

| Cara B |                                     |                            |          |  |
| N.º    | Título                              | Escritor(es)               | Duración |  |
| 1.     | «A Cane and a High Starched Collar» | Sid Tepper, Roy C. Bennett | 2:40     |  |
| 2.     | «Presentation of Awards to Elvis»   |                            | 1:24     |  |
| 3.     | «Blue Hawaii»                       | Ralph Rainger, Leo Robin   | 2:29     |  |
| 4.     | «Such a Night»                      | Lincoln Chase, Dr. John    | 3:36     |  |
| 5.     | «Baby, What You Want Me to Do»      | Jimmy Reed                 | 1:44     |  |
| 6.     | «How Great Thou Art»                | Stuart K. Hine             | 2:58     |  |
| 7.     | «If I Can Dream»                    | Walter Earl Brown          | 3:14     |  |

## Posición en listas
| País           | Lista                | Posición |
| -------------- | -------------------- | -------- |
| Estados Unidos | Billboard Pop Albums | 46       |